# Kamienica przy ulicy Londzina 8 w Raciborzu
Kamienica przy ulicy Londzina 8 – zabytkowa pięcioosiowa, czterokondygnacyjna, mieszkalno-handlowa, eklektyczna kamienica z elementami neorenesansu znajdująca się w Raciborzu, przy ulicy Londzina 8. Została wybudowana pod koniec XIX wieku, najprawdopodobniej po 1893 roku. Mieści się w linii zabudowy ulicy, sąsiaduje z zabytkową kamienicą przy ulicy Londzina 10. Posiada tynkowaną elewację zwieńczoną fryzem z kroksztyn. Parter jest boniowany, portal spięty kluczem z głową kobiecą. Okna na drugiej kondygnacji są w formie aedicul o naczółkach z motywami muszli, na trzeciej zaś zwieńczone fragmentami gzymsu. 30 grudnia 1991 roku budynek wpisano do rejestru zabytków pod numerem A/1450/91 (obecnie A/1261/23).